# 田村久三
田村 久三（たむら きゅうぞう、1897年10月1日 - 1972年3月23日）は、日本の海軍軍人、海上保安官、警備官。機雷専門。最終階級は海軍大佐、警備監（後の海将）。

## 経歴
栃木県出身。田村徳吉の三男として生まれる。（旧制）栃木県立栃木中学校卒業を経て、1918年に海軍兵学校（46期）を卒業。海軍大佐として終戦を迎える。戦後は、第二復員省、海上保安庁と警備隊（海上自衛隊の前身）で掃海作業の責任者として活動した。

## 戦後の掃海作業
日本海軍は、田村久三元海軍大佐を最高指導者として機雷関係のスタッフを揃え、米海軍司令部との折衝を続けながら、占領軍指揮による掃海作業の準備へ入った。まず掃海艇の整備を行うと共に、当時解散しつつあった海軍軍人の中から人員の補充確保に努め、全国各地に所在する掃海関係船艇合計360隻、人員約1,900名をもって新たに掃海部隊を編成し、1945年（昭和20年）9月から10月にかけて占領政策のために一時中断されていた掃海作業を再開。掃海作業は、米海軍より敷設機雷の資料を入手し、占領軍指揮の下で、計画的に行われた。

## 朝鮮戦争における掃海作業
朝鮮戦争開戦直後から、北朝鮮軍は機雷戦活動を開始しており、アメリカ海軍第7艦隊司令官は機雷対処を命じたものの、国連軍編成後も国連軍掃海部隊は極僅かであった。そこで国連軍は、元山上陸作戦にあたって、日本側へ海上保安庁の掃海部隊を派遣するよう求め、日本側は田村を朝鮮海域掃海部隊の総指揮官に任命。朝鮮水域の掃海隊は「特別掃海隊」と呼ばれ、国旗に替えて万国信号E（特別任務）旗を掲げるよう指定された。

## 年譜
- 1915年（大正4年） - （旧制）栃木県立栃木中学校卒業
- 1918年（大正7年）11月 - 海軍兵学校（46期）卒業・海軍少尉候補生
- 1919年（大正8年）8月 - 海軍少尉任官
- 1921年（大正10年）12月 - 海軍中尉に進級
- 1924年（大正13年）
  - 11月 - 海軍水雷学校高等科卒
  - 12月 - 海軍大尉に進級・駆逐艦「萩」乗組
- 1925年（大正14年）12月 - 海軍大学校選科学生（1930年4月まで東大理学部で機雷兵器を専攻）
- 1930年（昭和05年）
  - 4月 - 重巡洋艦「足柄」分隊長
  - 11月 - 水雷学校教官
  - 12月 - 海軍少佐に進級
- 1932年（昭和07年）12月 - 横須賀海軍工廠機雷実験部員
- 1934年（昭和09年）11月 - 海軍艦政本部員
- 1935年（昭和10年）11月 - 海軍中佐に進級
- 1938年（昭和13年）
  - 7月11日 - 海軍艦政本部造兵監督官（イタリア出張）[1]
  - 12月10日 - 兼イタリア大使館（イタリア語版）付武官補佐官[2]
- 1940年（昭和15年）
  - 5月11日 - 横須賀工廠機雷実験部部員[3]
  - 11月15日 - 海軍大佐に進級[4]
- 1942年（昭和17年）5月1日 - 海軍艦政本部出仕[5]
- 1943年（昭和18年）6月1日 - 海軍艦政本部第6部第1課長[6]
- 1945年（昭和20年）3月1日 - 海軍艦政本部第2部第2課長兼航空本部第4部第2課長[7]
  - 9月18日 - 海軍軍令部出仕[8]
  - 10月1日 - 海軍省軍務局掃海部長
  - 10月6日 - 海軍艦政本部出仕[9]
  - 11月30日 - 予備役に編入[10]
  - 12月1日 - 第二復員省総務局掃海課長[11]
- 1948年（昭和23年）1月 - 海上保安庁掃海課長
- 1950年（昭和25年）6月1日 - 海上保安庁航路啓開本部長[12]・特別掃海隊総指揮官
- 1952年（昭和27年）8月1日 - 警備監補に任命、保安庁第二幕僚監部航路啓開部長[13]
- 1953年（昭和28年）10月16日 - 警備監に任命・退官 [14]
- 1969年（昭和44年）11月3日 - 勲二等瑞宝章受章[15]

## 栄典
- 1919年（大正8年）9月10日 - 正八位[16]
- 勲二等瑞宝章 - 1969年（昭和44年）11月3日